# Grundlovsjubilæet - 5. juni 1949
Grundlovsjubilæet - 5. juni 1949 er en dansk dokumentarfilm fra 1949.

## Handling
100 års jubilæet for Grundloven fejres 5. juni 1949. Festlighederne indledes med kransenedlægning ved Frederik 7.'s rytterstatue foran Christiansborg. Kong Frederik 9. og statsminister Hans Hedtoft deltager.